# COFRA Group
Die COFRA Group (voller Name COFRA Holding AG) ist ein 2001 gegründetes Privatunternehmen mit Sitz in Zug in der Schweiz zur Koordinierung der internationalen Geschäftstätigkeiten der Unternehmerfamilie Brenninkmeijer. Die Geschäftsbereiche der Gruppe sind Einzelhandel, Immobilien, Vermögensverwaltung, Erneuerbare Energien und Private Equity. Die Gruppe agiert in Europa, Nord- und Südamerika. COFRA ist Eigentum der katholischen Familie Brenninkmeijer und wird von dieser geführt. Chairman ist Martijn Brenninkmeijer und CEO ist Boudewijn Beerkens. Der bekannteste und älteste Geschäftszweig der COFRA ist das Bekleidungsunternehmen C&A, welches ebenfalls von der Familie Brenninkmeijer gegründet wurde.

## Konzernstruktur
Zu den Konzernaufgaben zählt die Verwaltung einer Vielzahl verschiedener Unternehmen, die alle mit der Unternehmerfamilie Brenninkmeijer in Verbindung stehen. Das Bekleidungsunternehmen C&A ist der älteste Geschäftszweig des Konzerns. Das Unternehmen wurde 1841 gegründet, als die Brüder Clemens und August Brenninkmeijer ihre erste C&A-Filiale in Sneek eröffneten. Derzeit gibt es etwa 1400 C&A-Fillalen mit circa 31.000 Beschäftigten in Europa. Zudem ist die Marke C&A in Brasilien (seit 1976), Mexiko (seit 1999) und China (seit 2007) tätig. Seit 2019 ist das Unternehmen C&A Modas unter dem Ticker CEAB3 an der brasilianischen Börse notiert. 2020 wurde der Verkauf der C&A Mexico an Grupo Axo verkündet, der jedoch an der COVID-19-Pandemie scheiterte. Im gleichen Jahr entschied sich C&A, seine Aktivitäten in China zu veräußern.
C&A Europa ist eine Tochtergesellschaft der C&A AG. Allan Leighton wurde 2019 zum Vorstandsvorsitzenden der C&A AG ernannt. 2020 wurde Giny Boer zum CEO von C&A Europa ernannt und hat die Position am 1. Januar 2021 angetreten.
Anthos Fund & Asset Management wurde 1929 gegründet. Das Unternehmen kümmert sich um die Verwaltung des Vermögens der Familie Brenninkmeijer, ihrer philanthropischen Stiftungen und der Rentenfonds diverser COFRA Unternehmen. CEO von Anthos Fund & Asset Management ist seit September 2018 Jacco Maters.
Das europäische Einzelhandels- und Wohnimmobilienunternehmen Redevco wurde 1999 gegründet und hat seinen Sitz in Amsterdam (Niederlande). Redevco verwaltet derzeit fast 300 Immobilien. Seine Assets under Management belaufen sich auf insgesamt 7,4 Milliarden Euro (Stand 2020). Andrew Vaughan ist seit November 2011 CEO von Redevco.
Bregal Investments ist eine 2002 gegründete Plattform für Private Equity und Investmentfonds. Sie engagiert sich für die Umwandlung und das Wachstum von Unternehmen und zielt dabei auf langfristige Wertschöpfung ab. Seit seiner Gründung investierte Bregal über 16 Milliarden Euro. Alain Carrier ist seit dem 1. Januar 2022 der CEO von Bregal Investments.
2020 erwarb COFRA das Unternehmen Sunrock Investments (gegründet 2012) im Rahmen seiner Diversifikationsstrategie. Sunrock entwickelt, investiert und verwaltet große Solarenergie-Anlagen in den Niederlanden. Der CEO ist Johannes Duijzer.
Im November 2021 investierte das Unternehmen in nachhaltige Landwirtschaft mit seiner Beteiligung an dem schottischen Foodtech-Start-up Intelligent Growth Solutions.
Im Januar 2022 übernahm COFRA den niederländischen Gewächshaushersteller Dalsem. Das Familienunternehmen Dalsem entwirft und baut Hightech-Gewächshäuser, die helfen, Lebensmittel ressourceneffizient zu produzieren.

## Management und Geschäftspraktiken
COFRA ist ein im Besitz von etwa 60 Nachfahren von Clemens und August Brenninkmeijer befindliches Privatunternehmen. Die Gruppe ist auch bekannt als „Sneekerkring“, nach der Stadt Sneek, in der C&A gegründet wurde. Die Mitglieder der Eigentümerfamilie sind aktiv am Geschäft beteiligt. Zukünftige Eigentümer aus dem Familienkreis durchlaufen ein Auswahlverfahren und müssen vor ihrer Aufnahme eine lange Ausbildung absolvieren. Wichtige Entscheidungen trifft die Eigentümergruppe per Konsens und nicht per Abstimmung.
Die Verantwortung für die Strategie und das Management von COFRA liegt beim COFRA-Vorstand mit dem Chairman Martijn Brenninkmeijer. Neben den Mitgliedern der Brenninkmeijer Familie gehören dem COFRA-Vorstand drei externe Mitglieder an.

## Soziales Engagement
Der Konzern engagiert sich in den Bereichen Nachhaltigkeit und Gleichberechtigung. Zu nennen ist hier unter anderem die C&A Foundation, die sich für die Nachhaltigkeit innerhalb der Bekleidungsindustrie sowie für die Verbesserung der Arbeitsbedingungen der Beschäftigten in der Branche engagiert. Dies geschieht gemeinsam mit Produzenten, Regierungen, Wohltätigkeitsorganisationen und wichtigen Marken vor allem durch Förderung der Kreislaufwirtschaft in der Bekleidungsbranche.
Aus der C&A Foundation ging 2017 die Open-Source-Plattform Fashion for Good für die Unterstützung der Kreislaufwirtschaft in der Modeindustrie hervor. 2020 ging die C&A Foundation in die Laudes Foundation über, welche laut Selbstverständnis auf die Doppelbelastung aus Klimawandel und steigender sozialer Ungleichheit einwirken möchte. Die Laudes Foundation erweitert damit den Aufgabenbereich der ursprünglichen C&A Foundation.

## Nachhaltige Entwicklungsziele
Sowohl Anthos Fund & Asset Management als auch Bregal sind Unterzeichner der UN Principles for Responsible Investment (UN PRI, Prinzipien für verantwortliches Investieren) und berücksichtigen innerhalb ihrer Investitionsstrategien die sogenannten ESG-Kriterien (Nachhaltigkeit in Bezug auf Umwelt, Soziales und Unternehmensführung). Bregal war einer der Mitentwickler für Science Based Targets für den Private-Equity-Sektor und verpflichtete sich zu Klimazielen für 2030.
C&A produzierte als erste Marke Jeans und T-Shirts mit Cradle-to-Cradle-Gold-Zertifizierung. Im Jahr 2020 lancierte C&A den weltweit ersten nachhaltigen Jeansstoff mit Cradle-to-Cradle-Platinum-Zertifikat. Im selben Jahr wurden „Science Based Targets“ veröffentlicht, die das Unternehmen zur Senkung der Treibhausgasemissionen gemäß dem Pariser Abkommen verpflichten. 2021 nahm C&A eine Jeans-Fabrik in Mönchengladbach in Betrieb, die Textilfabrik produziert ausschließlich mit nachhaltiger Energie und hat einen drastisch verringertem Wasserverbrauch im Vergleich zu anderen Jeansproduktionen.
Im November 2019 verpflichtete sich Redevco, sein gesamtes Portfolio bis 2040 klimaneutral zu machen. 2020 startete Redevco dazu das Project Solar in Zusammenarbeit mit COFRA, in dessen Rahmen auf Dächern und Parkplätzen von Fachmarktzentren in Belgien Sonnenkollektoren installiert werden. Die Mieter der Gebäude werden eingeladen, die nachhaltig erzeugte Energie selbst zu nutzen.
Entrepreneurs Fund investiert in General Fusion, das sich der Entwicklung einer Massenenergiequelle ohne Treibhausgase oder Atommüll verschrieben hat.
2019 veröffentlichte COFRA einen Bericht über den Klimawandel und über die Aktionen des Konzerns zur Linderung von dessen Auswirkungen.